# Lieli LU
| LU ist das Kürzel für den Kanton Luzern in der Schweiz. Es wird verwendet, um Verwechslungen mit anderen Einträgen des Namens Lieli zu vermeiden. |

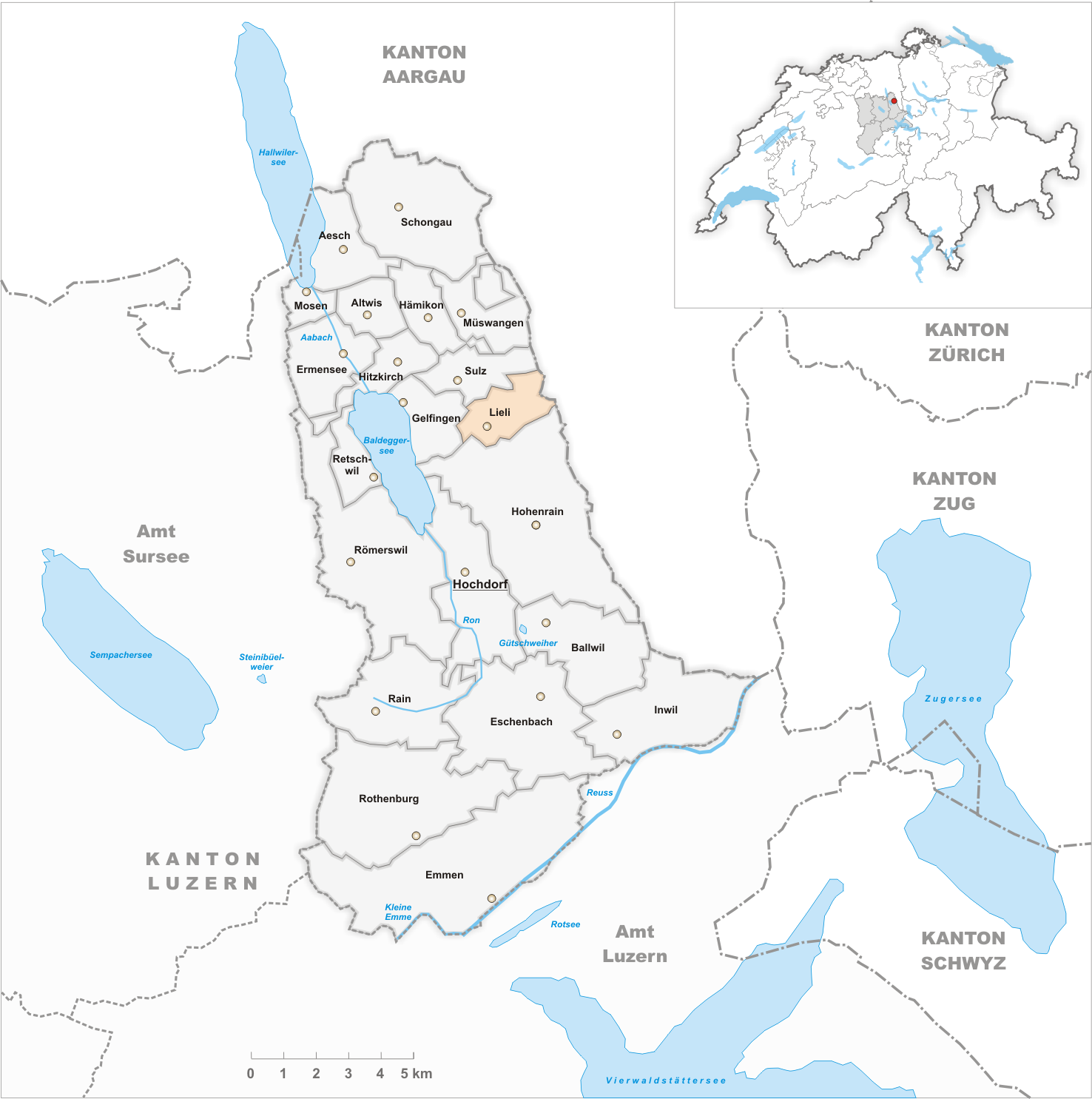
Gemeindestand vor der Fusion am 1. Januar 2007

Lieli ist ein Dorf im Amt Hochdorf des Kantons Luzern in der Schweiz.
Bis zum 31. Dezember 2006 war Lieli eine politische Gemeinde, auf den 1. Januar 2007 wurde die Fusion mit der Gemeinde Hohenrain rechtskräftig. Die neue Gemeinde heisst weiterhin Hohenrain.

## Geographie
Die Ortschaft liegt am Westhang des Lindenbergs – ungefähr 4,5 km nördlich von Hochdorf im luzernischen Teil des Seetals. Das Dorf wird vom Scheidbach durchflossen, welcher in den Baldeggersee mündet. Nebst der Hauptsiedlung liegen noch zwei Häusergruppen auf dem ehemaligen Gemeindegebiet, nämlich Burghof (720 m ü. M.) und Berghof (784 m ü. M.). Gleich oberhalb des Dorfs liegt die Ruine der Burg Nünegg. Vom Dorfgebiet wird der Grossteil von 68,6 % landwirtschaftlich genutzt. 27,6 % sind mit Wald und Gehölz bedeckt und bloss 3,8 % Siedlungsfläche.

## Bevölkerung
Der Ort ist wegen seiner Lage bis heute ein kleines Bauerndorf geblieben. Die Bevölkerung verringerte sich zwischen 1860 und 1900 durch Abwanderung um 22,8 %. In den folgenden zwei Jahrzehnten wuchs sie und stabilisierte sich dann lange Zeit in einer Grössenordnung von 190–200 Personen. In den sechziger Jahren sank sie stark und blieb bis 1980 auf diesem Niveau. Seither wächst sie wieder langsam an.
| Bevölkerungsentwicklung | Bevölkerungsentwicklung |
| Jahr                    | Einwohner               |
| ----------------------- | ----------------------- |
| 1860                    | 250                     |
| 1900                    | 193                     |
| 1920                    | 236                     |
| 1950                    | 199                     |
| 1960                    | 189                     |
| 1970                    | 143                     |
| 1980                    | 142                     |
| 1990                    | 169                     |
| 2000                    | 202                     |
| 2004                    | 207                     |

### Sprachen
Die Bevölkerung spricht als Alltagssprache eine hochalemannische Mundart. Bei der letzten Volkszählung im Jahr 2000 gaben 95,05 % Deutsch, 2,97 % Mazedonisch und 0,99 % Englisch als Hauptsprache/Alltagssprache an.

### Religionen – Konfessionen
Früher bestand die gesamte Bevölkerung aus Mitgliedern der Römisch-Katholischen Kirche. Durch Zuwanderung und Kirchenaustritte ergibt sich heute (Stand 2000) folgendes Bild: 79,21 % römisch-katholische und 6,44 % evangelisch-reformierte Christen; ferner 3,96 % Konfessionslose und 2,97 % Muslime.

### Herkunft und Nationalität
Ende 2004 waren von den 207 Einwohnern 193 Schweizer Staatsangehörige und 14 (=6,8 %) Ausländer. Anlässlich der letzten Volkszählung waren 89,60 (einschliesslich Doppelbürger 92,08 %) Schweizer. Die wenigen Ausländer stammen aus Mazedonien, Griechenland, Nordamerika, Deutschland und Österreich.

### Wahlen in den Grossrat (Kantonsparlament)
Bei den letzten Wahlen in den Grossrat im Jahr 2003 erhielt die CVP mit 47,25 % die meisten Stimmen. Dahinter folgten die SVP mit 26,26 % und die FDP mit 15,17 %. Die SP kam auf bloss 2,07 % und das Grüne Bündnis auf 3,08 % Stimmenanteil. Die nur im Amt Hochdorf kandidierende und erstmals antretende EVP überflügelte diese beiden Parteien mit einem Wähleranteil von 4,86 %.

## Verkehr
Lieli liegt an keiner Bahnlinie. Der Anschluss an das Netz des Öffentlichen Verkehrs ist durch die Buslinie Hitzkirch-Gelfingen-Kleinwangen, welche durch Lieli führt, gewährleistet. In Hitzkirch gibt es eine Bahnstation an der Strecke Luzern–Lenzburg (Seetalbahn).
Die Ortschaft liegt an einer parallel zur Strasse Luzern–Lenzburg verlaufenden Nebenstrasse Gelfingen–Hohenrain–Hochdorf. Die nächsten Autobahnanschlüsse sind Cham an der A4 in 19 km Entfernung, Sempach und Emmen-Nord an der A2.

## Geschichte

Luftbild (1953)

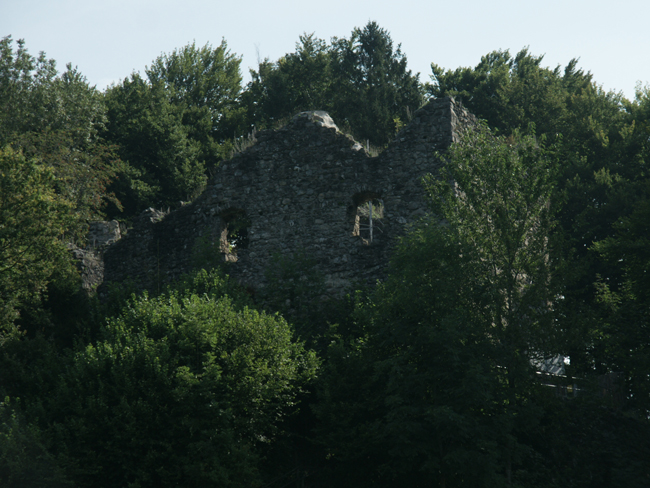
Ruine Nünegg

Lielae (vom althochdeutschen Namen für die Waldrebe) wird erstmals im Jahr 893 in einem Zinsrodel der Fraumünsterabtei erwähnt. Auch der Chorherrenstift Beromünster und das Kloster Muri im Kanton Aargau besassen hier Besitztümer. Später ging die Herrschaft über den Ort an die Grafen von Kyburg über, in deren Namen die Ritter von Lieli regierten. Als die Kyburger ausstarben, erbten die Habsburger deren Rechte. Die Burg Nünegg wurde im Januar 1386 von den Luzernern zerstört. Die Erben der im 14. Jahrhundert ausgestorbenen Ritter von Lieli – vorerst das elsässische Adelsgeschlecht von Schönau, dann die Herren von Grünenberg – veräusserten ihren Besitz 1431 an die Herrschaft Heidegg. Die Herrschaft Heidegg gehörte zu den Freien Ämtern und kam erst 1803 zum Kanton Luzern. Seither gehört Lieli zum Amt Hochdorf.

## Söhne und Töchter der Gemeinde
- Hans Bachmann (* 2. April 1866 in Lieli; † 20. Februar 1940 in Luzern), Hydrobiologe